# Przęsło

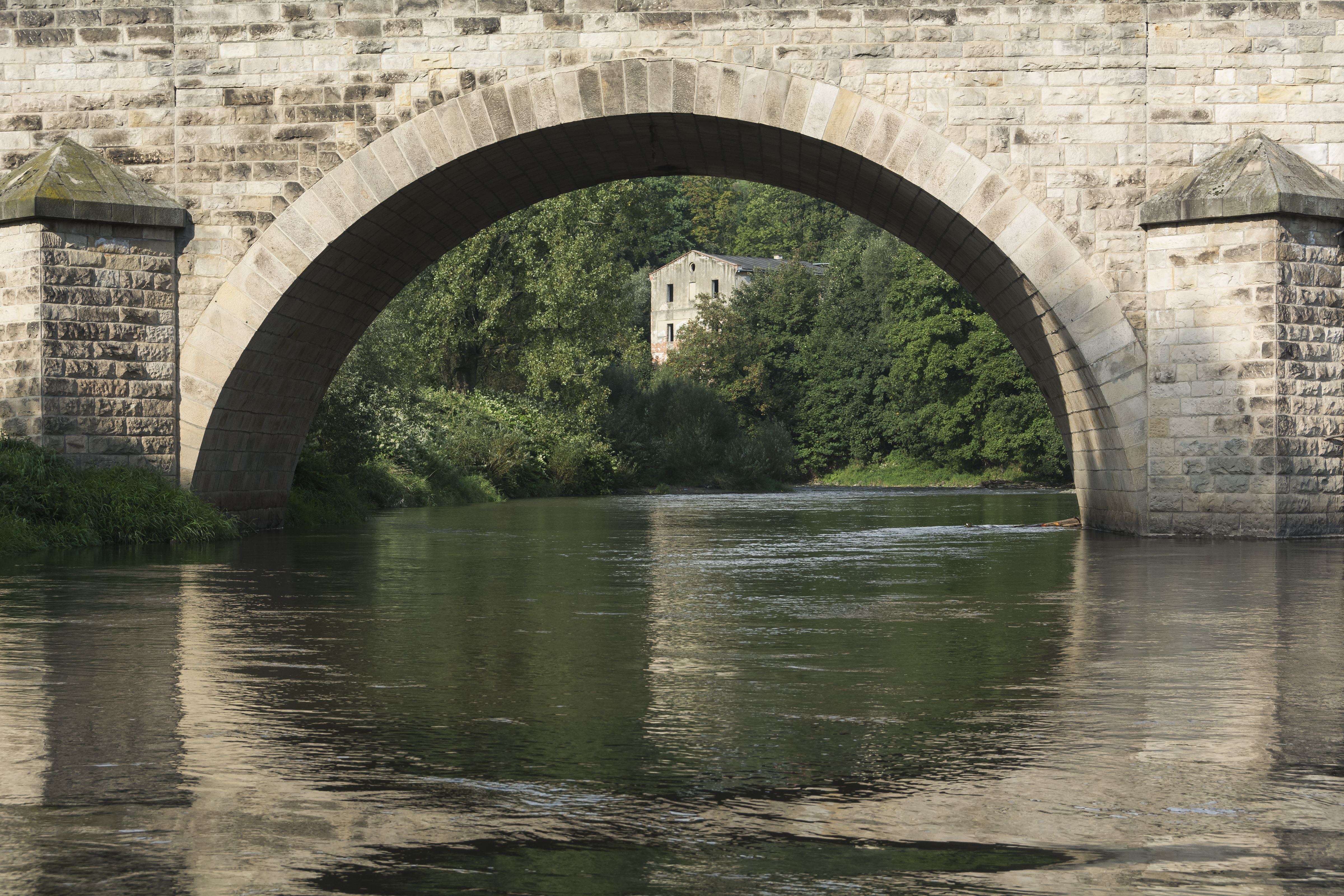
Przęsło nurtowe mostu w Bardzie

Przęsło – element budowlany o kilku zastosowaniach: 
- konstrukcyjny element łączący dwie podpory (ściany, słupy, filary)
- przęsło mostu, wiaduktu
- część sklepienia lub stropu
- element podziału pionowego ściany uzyskany przez rytmiczne ustawienie okien, pilastrów, kolumn itp.
- w ogrodzeniach – powtarzalny, najczęściej przygotowany w wytwórni, segment mocowany do słupków.

Przęsło nurtowe to nazwa dla zwykle najdłuższego przęsła w konstrukcji mostu przebiegającego nad nurtem rzeki.